# Ramphotyphlops mansuetus
Ramphotyphlops mansuetus är en ormart som beskrevs av Barbour 1921. Ramphotyphlops mansuetus ingår i släktet Ramphotyphlops och familjen maskormar. Inga underarter finns listade i Catalogue of Life.
Denna orm förekommer på ön Bougainville (Papua Nya Guinea) och på ön Makira (Salomonöarna). Exemplar hittades i låglandet i skogar. Honor lägger antagligen ägg.
Arten är endast känd från två exemplar (stånd 2011). IUCN listar arten med kunskapsbrist (DD).